# 누가 용의 발톱을 보았는가
누가 용의 발톱을 보았는가는 1991년 4월 5일에 개봉했던 영화이다. 안성기, 김성령, 박근형, 신성일 등이 출연하였다.

## 등장인물
- 최종수 : 안성기
- 김지원 : 김성령
- 여당 대통령 후보 : 박근형, 신성일

### 그 외 인물
- 문도식 : 임재범
- 김일우
- 양택조
- 권병길
- 장정국
- 독고영재
- 김기주
- 박지훈
- 김현우
- 안진수
- 조주미
- 김은수
- 이해룡
- 이기영
- 권일수
- 나기수
- 길달호
- 박동룡
- 신찬일
- 나갑성
- 최성
- 오세장
- 기주봉
- 이인옥
- 김정숙
- 홍충길
- 이승일
- 이지산
- 신민철
- 정수영

### 특별출연
- 정지영
- 김정현

## 아래 참조
- 누가 용의 발톱을 보았는가 - 한국영화 데이터베이스